# Bultaco Tirón
La Bultaco Tirón fou un model de motocicleta infantil de trial fabricat per Bultaco entre 1971 i 1974. Destinada a un públic d'entre 10 i 14 anys, era una reproducció a escala de la reeixida Sherpa T (de la qual aprofitava el conjunt dipòsit-selló), amb el xassís i les rodes més petits i un motor heretat de la Lobito de 1966. Tot i ser un model encarat al trial, la Tirón tenia dues característiques poc apropiades per a la pràctica d'aquest esport: un pes excessiu i unes rodes d'una mida tan poc usual que s'hi havien de muntar pneumàtics llisos. Aquestes mancances li restaren èxit comercial i varen fer que la franja de mercat a què anava destinada fos dominada per la seva competència, la Montesa Cota 25, menys potent però més preparada per al trial infantil. A causa d'això, Bultaco retirà la Tirón el 1974 i la substituí per la Chispa, similar en concepte a la Cota 25.
A banda del seu conjunt dipòsit-selló d'una sola peça en colors vermell i argentat (el mateix que el de la Sherpa T), les principals característiques de la Bultaco Tirón eren aquestes: motor de dos temps monocilíndric refrigerat per aire de 99 cc amb canvi de cinc velocitats, bastidor de bressol simple, frens de tambor i amortidors de forquilla convencional davant i telescòpics darrere.

## Història
Presentada al Saló de l'Automòbil de Barcelona de 1971 i comercialitzada a partir de març de 1972, la Tirón fou un model creat a partir de l'experiència dels fills de l'amo de Bultaco, Paco Bultó, que eren sempre els primers a provar els prototips de la marca. Era una moto destinada a promocionar el trial entre els joves de deu anys en endavant, ja que per a edats inferiors resultava massa pesada, grossa i potent. El motor, de quasi 100 cc amb canvi de 5 velocitats ben esglaonades, era el de l'antiga Lobito negra i blava (el model 19N), amb la potència augmentada a 10 CV i una velocitat màxima de 85 km/h. Com que en aquella època no es fabricaven pneumàtics amb les mesures de les seves rodes -l'anterior, de 14 polzades-, la Tirón en duia uns amb dibuix però sense tacs, cosa que feia que el pilot aprengués trial de manera inusual i gens còmoda.
Com a curiositat, el pilot de ral·lis Antoni Zanini en tenia una que duia sovint a les curses, aprofitant la seva mida reduïda per a transportar-la amb facilitat. Zanini feia servir la seva Tirón per al reconeixement dels trams cronometrats o per a moure's pels paddocks.

## Fitxa tècnica
| Bultaco Tirón | Bultaco Tirón               | Bultaco Tirón |
| --- | --------------------------- | ------------- |
| Id. Model | 73                          |               |
| Núm. Sèrie | 73.000.001                  |               |
| Anys | 1971 - 1974                 |               |
| CC | 99,108                      |               |
| Diàmetre x Carrera | 49,5 x 51,5 mm              |               |
| Compressió | 8,5:1                       |               |
| CV | 10 a 8.000 rpm              |               |
| Carburador | Zenith 18 MX                |               |
| Canvi | 5 velocitats                |               |
| Suspensió davant | Forquilla telescòpica       |               |
| Suspensió darrera | Amortidors hidràulics       |               |
| Pneumàtic davant | 2,50 x 17"                  |               |
| Pneumàtic darrera | 3,25 x 14"                  |               |
| Frens davant | Tambor 105 x 20 mm          |               |
| Frens darrera | Tambor 125 x 25 mm          |               |
| Pes en sec | 67,5 Kg                     |               |
| Dipòsit | Vermell i argentat (4,25 l) |               |
| \| • Dimensions \| \| ------------------------------------------------------------------------------------------------------------------------------------------------------------------------------- \| \| - Longitud total: 1.690 mm - Distància entre eixos: 1.120 mm - Alçada selló: 650 mm - Alçada estreps: 290 mm - Manillar (alt x ample): 910 x 720 mm - Velocitat màxima: 80 km/h \| |                             |               |
| • Dimensions |                             |               |
| - Longitud total: 1.690 mm - Distància entre eixos: 1.120 mm - Alçada selló: 650 mm - Alçada estreps: 290 mm - Manillar (alt x ample): 910 x 720 mm - Velocitat màxima: 80 km/h |                             |               |